# 비가측 집합
측도론에서, 비가측 집합(영어: nonmeasurable set)은 의미있는 측도를 정의할 수 없는 집합을 말한다. 

## 바나흐-타르스키 역설과의 관계
바나흐 타르스키 역설에서, 나중의 구의 측도는 처음의 두배가 된다. 모순을 없애기 위한 4가지 가설이 있다.
1. 회전을 하면서 집합의 측도가 바뀔수 있다.
2. 두 집합의 합의 측도는 두 집합의 측도의 합과 다를 수 있다.
3. 부피를 재기 전에, 어떤 집합은 측도 불가능일 수 있다.
4. 선택 공리가 수정되어야 한다.

1970년 솔로베이는 선택 공리를 수정하면 모든 집합이 측도를 가지는 공리계가 있음을 보였다.

## 같이 보기
- 비탈리 집합
- 바나흐-타르스키 역설